# Trioblattella fasciata
Trioblattella fasciata är en kackerlacksart som först beskrevs av Brunner von Wattenwyl 1865.  Trioblattella fasciata ingår i släktet Trioblattella och familjen småkackerlackor. Inga underarter finns listade i Catalogue of Life.